# San Diego Comic-Con
32° 42′ 22.60″ N 117° 09′ 42.63″ W / 32.7062778° С; 117.1618417° З
Сан Дијего Комик Кон Интернашонал (енгл. San Diego Comic-Con International) је годишња конвенција ствараоца и љубитеља стрипова која се одржава у Сан Дијегу у Калифорнији. Званично име, како пише на њиховом веб-сајту, јесте Комик Кон Интернашонал: Сан Дијего (енгл. Comic-Con International: San Diego), али је овај догађај познат једноставно као Комик Кон (енгл. Comic-Con), као Сан Дијего Комик Кон (енгл. San Diego Comic-Con) или скраћено "SDCC".
Конвенција је основана 1970. године, а првобитно је носила име Голден Стејт Комик Бук Конвеншн. Ово је четвородневни догађај (од четвртак до недеље) који се одржава током лета (у јулу од 2003. године) у Конгресном центру у Сан Дијегу. Средом увече, пре званичног отварања, професионалци, излагачи и претходно пријављени гости за сва четири дана могу присуствовати догађају који претходи конвенцији, "Preview Night" (претпремијерна ноћ) на ком присутни имају прилику да прошетају кроз изложбену салу и виде шта ће све бити на располагању у току конвенције.
Конвенција је првобитно приказивала првенствено стрипове и филмове, серије и све слично што је повезано са научном фантастиком и фантазијом, али данас конвенција обухвата широк спектар популарне културе и забавних елемената из скоро свих жанрова, укључујући хороре, аниме, манга, играчке, колекционарске игре са картама, видео-игре, веб стрипове и романе фантастике. Године 2010. и сваке наредне, у Конгресни центар у Сан Дијегу долази преко 130.000 стваралаца и љубитеља стрипова. Осим што привлачи велику масу, овај догађај држи неколико светских рекорда у Гинисовој књизи рекорда, укључујући највећи годишњи фестивал стирпова и популарне културе на свету.